# St. Ägidius (Meckenheim (Pfalz))
Die römisch-katholische Kirche St. Ägidius in Meckenheim (Rheinland-Pfalz) ist dem Heiligen Ägidius gewidmet. Das Gotteshaus ist in der Denkmalliste des Landes Rheinland-Pfalz als Einzeldenkmal geführt und gilt als eine typische pfälzische Dorfkirche des Spätbarock.

## Geschichte
Das Gelände, auf dem die Ägidiuskirche steht, gehörte einst den Rittern von Meckenheim. Sie wurde möglicherweise bereits in der ersten Hälfte des 12. Jahrhunderts errichtet, war allerdings nicht das erste Kirchengebäude im Ort. Noch vor dem Jahr 1000 wurde die Peterskapelle des Klosters Weißenburg gebaut, sie stand im Westen Meckenheims in der Parzelle Hauptstraße 3. Von der Peterskapelle sind heute allerdings keinerlei Reste mehr vorhanden.
Die Kurpfalz, zu der Meckenheim gehörte, vollzog 1556 den Übergang zur lutherischen, ab 1560 dann zur reformierten Lehre. Die reformierte Gemeinde ließ das Kirchengebäude 1585 neu errichten. Im Rahmen der Pfälzischen Kirchenteilung fiel die Kirche 1707 wieder an die Katholiken zurück. 1748 wurde die Ägidiuskirche neu aufgebaut, wobei Teile des Vorgängerbaus mit integriert wurden. Im Jahr 1964 wurde die Kirche Richtung Westen erweitert und ein neuer Dachreiter auf das Gebäude gesetzt. Das Kirchenäußere wurde 1987/88 renoviert, außerdem die Seitenfenster des Chors und der Altarraum erneuert.
Von 2006 bis 2015 bildete die vormals eigenständige Meckenheimer Pfarrei St. Ägidius mit der Pfarrei St. Martin in Niederkirchen bei Deidesheim eine Pfarreiengemeinschaft, und seit dem 1. Januar 2016 gehört Meckenheim als Gemeinde (Pfarrbezirk) zur Pfarrei St. Michael mit Sitz in Deidesheim, die zum Dekanat Bad Dürkheim des Bistums Speyer gehört.

## Baubestand
Der Kirchenbau stammt im Wesentlichen von dem Neubau im Jahre 1748; die bedeutendste Veränderung seit damals war die Erweiterung nach Westen im Jahr 1964. Bei dem spätbarocken Gebäude handelt es sich um einen nach Osten gerichteten, verputzten Saalbau. Das Langhaus weist vier Fensterachsen auf, der sich anschließende Chor ist dreiseitig. Die schlanken Rundbogenfenster sind mit Sandsteinrahmen versehen. In der Giebelwand im Westen sind zwei Ochsenaugen eingelassen. Das Glockentürmchen ist mit einer Zwiebelhaube bekrönt und mit Schiefer verkleidet.

## Ausstattung

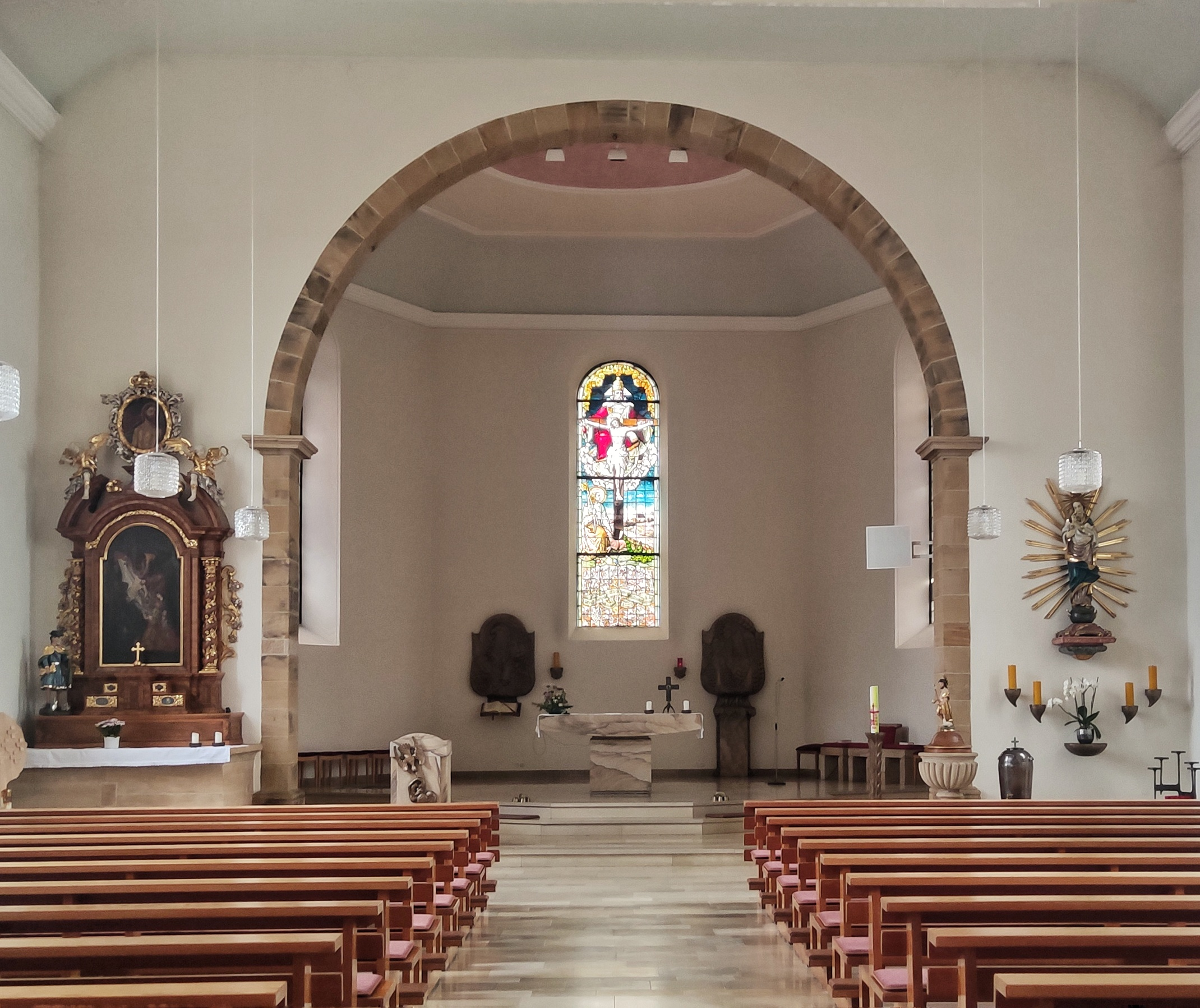
Innenansicht

Von der barocken Ausstattung, die aus der Kapuzinerkirche in Mannheim stammen soll, ist der Aufsatz des linken Seitenaltars aus der Zeit um 1700 bemerkenswert. Die Giebelstücke, auf denen je ein Engel sitzt, werden von gewundenen, laubumrankten Säulen getragen, an deren Seiten sich Akanthusranken finden. Der Aufsatz ist mit einem medallienförmigen Bild der Verspottung Christi bekrönt. Das Bild auf dem Altarblatt zeigt die Kreuzabnahme.
Der Taufstein aus dem 18. Jahrhundert ist aus Sandstein; auf seinem Deckel steht eine hölzerne Figur Johannes des Täufers. Er wurde möglicherweise von dem Speyerer Bildhauer Johann Georg Linck geschaffen.